# Federico Moccia
Federico Moccia, italijanski pisatelj, scenarist in režiser, * 10. julij 1963, Rim, Italija.

## Življenje in delo
Federico Moccia je sin umetnika Giuseppeja Moccie, ki je bil ravno tako filmski scenarist in režiser.
Leta 1992 je Moccia napisal svoj prvi roman Tre metri sopra il cielo. Založbe mu romana niso hotele objaviti, zato ga je sam v majhni založbi Il Ventaglio. Kljub majhni nakladi je postal roman močno priljubljen, predvsem pri mladih, zato je založba Feltrinelli leta 2004 izdala ponatis. Po knjigi so posneli istoimenski film (Tre metri sopra il cielo iz leta 2003 in Tre metros sobre el cielo iz leta 2010). Leta 2006 je Moccia napisal svoj drugi roman, Ho voglia di te, ki je nadaljevanje zgodbe Tre metri sopra il cielo.
Kasneje so izšli še drugi romani, ki so bili ravno tako posneti (Scusa ma ti chiamo amore, Scusa ma ti voglio sposare in Amore 14). 
Knjiga Ho voglia di te je prispevala k temu, da je rimski most Ponte Milvio postal prava turistična privlačnost, saj velja za »most zaljubljencev«. Zaljubljenci prihajajo iz vseh koncev sveta, da si zaobljubijo ljubezen, pripnejo ključavnico na tretji steber razsvetljave in vržejo ključ v reko Tibero. 
Njegove knjige niso še bile prevedene v slovenščino, prevedene pa so v sledečih jezikih: nemščini, francoščini, poljščini, španščini, portugalščini in katalonščini.

## Filmografija
Režiser
- 1987 - Palla al centro
- 1989 - College
- 1996 - Classe mista 3A
- 2008 - Scusa mati chiamo amore
- 2009 - Amore 14
- 2010 - Scusa ma ti voglio sposare

Scenarist
- 1987 - I ragazzi della III C
- 1988 - Natura contro
- 1999 - Non lasciamoci più
- 2004 - Tre metri sopra il cielo
- 2007 - Ho voglia di te